# Tornei di tennis maschili nel 1901
Prima della nascita della cosiddetta "Era Open" del tennis, ossia l'apertura ai tennisti professionisti degli eventi più importanti, tutti i tornei erano riservati ad atleti dilettanti. Nel 1901 tutti i tornei erano amatoriali, tra questi c'erano i tornei del Grande Slam: il Campionato francese di tennis, il Torneo di Wimbledon, e gli U.S. National Championships.

## Calendario

### Gennaio
Nessun evento

### Febbraio
| Settimana   | Torneo                                                                     | Vincitore                         | Finalista   | Semifinalisti | Eliminati ai quarti |
| ----------- | -------------------------------------------------------------------------- | --------------------------------- | ----------- | ------------- | ------------------- |
| 28 febbraio | South Australian Championships 1901 Adelaide, Australia Singolare - Doppio | Robert George Bowen 6-3, 6-3, 6-3 | C. V. Heath |               |                     |
| 28 febbraio | South Australian Championships 1901 Adelaide, Australia Singolare - Doppio |                                   |             |               |                     |

### Marzo
| Settimana | Torneo                                                               | Vincitore                                      | Finalista                  | Semifinalisti | Eliminati ai quarti |
| --------- | -------------------------------------------------------------------- | ---------------------------------------------- | -------------------------- | ------------- | ------------------- |
| 1º marzo  | US Indoors 1901 New York, USA Singolare - Doppio                     | Holcombe Ward 11-9 6-2 6-3                     | Calhoun Cragin             |               |                     |
| 1º marzo  | US Indoors 1901 New York, USA Singolare - Doppio                     | Calhoun Cragin Oviedo Mesick Bostwick walkover | Holcombe Ward George Miles |               |                     |
| 16 marzo  | Monte Carlo Cup 1901 Monte Carlo, Monte Carlo Singolare - Doppio     | Laurence Doherty 6-2 5-7 6-1                   | Wilberforce Eaves          |               |                     |
| 16 marzo  | Monte Carlo Cup 1901 Monte Carlo, Monte Carlo Singolare - Doppio     |                                                |                            |               |                     |
| 24 marzo  | South of France Championships 1901 Nizza, Francia Singolare - Doppio | Laurence Doherty 6-2 6-3 6-2                   | Wilberforce Eaves          |               |                     |
| 24 marzo  | South of France Championships 1901 Nizza, Francia Singolare - Doppio | Laurence Doherty Reginald Doherty              |                            |               |                     |

### Aprile
| Settimana | Torneo                                                                            | Vincitore                          | Finalista   | Semifinalisti | Eliminati ai quarti |
| --------- | --------------------------------------------------------------------------------- | ---------------------------------- | ----------- | ------------- | ------------------- |
| 12 aprile | French Covered Court Championships 1901 Parigi, Francia Singolare - Doppio        | George Miéville Simond 6-0 7-5 6-1 | Max Décugis |               |                     |
| 12 aprile | French Covered Court Championships 1901 Parigi, Francia Singolare - Doppio        |                                    |             |               |                     |
| 27 aprile | British Covered Court Championships 1901 Londra, Gran Bretagna Singolare - Doppio | Laurence Doherty 6-3 6-1 6-1       | Arthur Gore |               |                     |
| 27 aprile | British Covered Court Championships 1901 Londra, Gran Bretagna Singolare - Doppio |                                    |             |               |                     |

### Maggio
| Settimana | Torneo                                                       | Vincitore                       | Finalista        | Semifinalisti | Eliminati ai quarti |
| --------- | ------------------------------------------------------------ | ------------------------------- | ---------------- | ------------- | ------------------- |
| Maggio    | Irish Championships 1901 Dublino, Irlanda Singolare - Doppio | Reginald Doherty 6-4 4-6 ritiro | Laurence Doherty |               |                     |
| Maggio    | Irish Championships 1901 Dublino, Irlanda Singolare - Doppio |                                 |                  |               |                     |

### Giugno
| Settimana | Torneo                                                                       | Vincitore                                  | Finalista                   | Semifinalisti | Eliminati ai quarti |
| --------- | ---------------------------------------------------------------------------- | ------------------------------------------ | --------------------------- | ------------- | ------------------- |
| giugno    | Northern Championships 1901 Manchester, Gran Bretagna Singolare - Doppio     | Sydney Howard Smith 10-12 7-5 6-2 6-4      | Wilberforce Eaves           |               |                     |
| giugno    | Northern Championships 1901 Manchester, Gran Bretagna Singolare - Doppio     |                                            |                             |               |                     |
| 1º giugno | Southern Championships 1901 Washington, USA Singolare - Doppio               | Raymond Little 6-0 6-3 6-1                 | Jahial Parmly Paret         |               |                     |
| 1º giugno | Southern Championships 1901 Washington, USA Singolare - Doppio               | Raymond Little Alexander 6-2 6-2 6-3       | Farber Smith                |               |                     |
| 8 giugno  | Middlesex Championships 1901 Chiswick Park, Gran Bretagna Singolare - Doppio | George Greville 7-5 6-1 4-6 6-3            | Harold Mahony               |               |                     |
| 8 giugno  | Middlesex Championships 1901 Chiswick Park, Gran Bretagna Singolare - Doppio |                                            |                             |               |                     |
| 15 giugno | Kent Championships 1901 Beckenham, Gran Bretagna Singolare - Doppio          | Laurence Doherty 6-1 6-3 3-6 6-4           | Arthur William Charles Gore |               |                     |
| 15 giugno | Kent Championships 1901 Beckenham, Gran Bretagna Singolare - Doppio          |                                            |                             |               |                     |
| 21 giugno | New England Championships 1901 New Haven, USA Singolare - Doppio             | Clarence Hobart 4-6 6-0 6-1 6-0            | Arthur Ellsworth Foote      |               |                     |
| 21 giugno | New England Championships 1901 New Haven, USA Singolare - Doppio             | Clarence Hobart A.P. Day 6-2 6-3 11-13 6-2 | James Terry F.E. Howard     |               |                     |
| 21 giugno | Metropolitan Grass Court Championships 1901 New York, USA Singolare - Doppio | Raymond Little 6-3 6-1 6-1                 | Jahial Parmly Paret         |               |                     |
| 21 giugno | Metropolitan Grass Court Championships 1901 New York, USA Singolare - Doppio | Raymond Little John Alexander walkover     | C. Atkins B. Johnson        |               |                     |

### Luglio
| Settimana | Torneo                                                                          | Vincitore                                                 | Finalista                                    | Semifinalisti | Eliminati ai quarti |
| --------- | ------------------------------------------------------------------------------- | --------------------------------------------------------- | -------------------------------------------- | ------------- | ------------------- |
| luglio    | Torneo di Ostenda 1901 Ostenda, Belgio Singolare - Doppio                       | Charles Dixon 6-3 6-1 3-6 3-6 6-4                         | Major Josiah George Ritchie                  |               |                     |
| luglio    | Torneo di Ostenda 1901 Ostenda, Belgio Singolare - Doppio                       |                                                           |                                              |               |                     |
| luglio    | Queen's Club Championships 1901 Londra, Gran Bretagna Singolare - Doppio        | Charles Dixon 6-1 6-0 4-6 6-4                             | George Greville                              |               |                     |
| luglio    | Queen's Club Championships 1901 Londra, Gran Bretagna Singolare - Doppio        |                                                           |                                              |               |                     |
| 1º luglio | Torneo di Wimbledon 1901 Londra, Gran Bretagna Singolare - Doppio               | Arthur Gore 4-6 7-5 6-4 6-4                               | Reginald Doherty                             |               |                     |
| 1º luglio | Torneo di Wimbledon 1901 Londra, Gran Bretagna Singolare - Doppio               | Reginald Doherty Laurie Doherty 4-6 6-2 6-3 9-7           | Dwight Davis Holcombe Ward                   |               |                     |
| 4 luglio  | California State Championships 1901 Sacramento, USA Singolare - Doppio          | George F. Whitney 6-2 6-3 3-6 2-6 6-1                     | Robert Whitney                               |               |                     |
| 4 luglio  | California State Championships 1901 Sacramento, USA Singolare - Doppio          |                                                           |                                              |               |                     |
| 6 luglio  | Welsh Championships 1901 Newport, Gran Bretagna Singolare - Doppio              | Sydney Howard Smith 6-4 6-0 7-5                           | John Mycroft Boucher                         |               |                     |
| 6 luglio  | Welsh Championships 1901 Newport, Gran Bretagna Singolare - Doppio              |                                                           |                                              |               |                     |
| 6 luglio  | Middle States Championships 1901 Mountain Station, USA Singolare - Doppio       | William Larned 6-2 4-6 6-2 6-2                            | Richard Stevens                              |               |                     |
| 6 luglio  | Middle States Championships 1901 Mountain Station, USA Singolare - Doppio       | William Larned Clarence Hobart 1-6 6-3 6-2                | E. P. Larned George Miles                    |               |                     |
| 7 luglio  | Sussex Championships 1901 Brighton, Gran Bretagna Singolare - Doppio            | Sydney Howard Smith 6-1 6-3 5-7 6-2                       | R. Tyne                                      |               |                     |
| 7 luglio  | Sussex Championships 1901 Brighton, Gran Bretagna Singolare - Doppio            |                                                           |                                              |               |                     |
| 13 luglio | Western Championships 1901 Chicago, USA Singolare - Doppio                      | Raymond Little 3-6 6-2 6-2 9-7                            | Kreight Collins                              |               |                     |
| 13 luglio | Western Championships 1901 Chicago, USA Singolare - Doppio                      | Raymond Little Alexander 6-1 6-3 6-4                      | Kreight Collins Waidner                      |               |                     |
| 13 luglio | Mid-Kent Championships 1901 Maidstone, Gran Bretagna Singolare - Doppio         | Edward Roy Allen Charles Gladstone Allen Titolo condiviso |                                              |               |                     |
| 13 luglio | Mid-Kent Championships 1901 Maidstone, Gran Bretagna Singolare - Doppio         |                                                           |                                              |               |                     |
| 13 luglio | Canadian Championships 1901 Niagara Falls, Canada Singolare - Doppio            | William Larned 6-4 6-4 6-2                                | Beals Coleman Wright                         |               |                     |
| 13 luglio | Canadian Championships 1901 Niagara Falls, Canada Singolare - Doppio            | William Jackson Clothier Montgomery Ogden 8-6 5-7 6-2 8-6 | Irving Christian Wright Beals Coleman Wright |               |                     |
| 20 luglio | Warwickshire Championships 1901 Leamington, Gran Bretagna Singolare - Doppio    | John Mycroft Boucher 11-9 6-3 6-0                         | Henry Gillibrand Elwin Evered                |               |                     |
| 20 luglio | Warwickshire Championships 1901 Leamington, Gran Bretagna Singolare - Doppio    |                                                           |                                              |               |                     |
| 20 luglio | Tri-State Championships 1901 Cincinnati, USA Singolare - Doppio                 | Raymond Little 2-6 8-6 6-4 7-5                            | Kreigh Collins                               |               |                     |
| 20 luglio | Tri-State Championships 1901 Cincinnati, USA Singolare - Doppio                 | Fred Alexander Ray Little 6-4 6-3 6-4                     | Kreigh Collins Louis Harold Waidner          |               |                     |
| 27 luglio | Midland Counties Championships 1901 Edgbaston, Gran Bretagna Singolare - Doppio | Sydney Howard Smith 6-3 6-1                               | Wilberforce Eaves                            |               |                     |
| 27 luglio | Midland Counties Championships 1901 Edgbaston, Gran Bretagna Singolare - Doppio |                                                           |                                              |               |                     |
| 27 luglio | Nottinghamshire Championships 1901 Nottingham, Gran Bretagna Singolare - Doppio | Charles Dixon 2-6 9-7 6-2                                 | Edward Roy Allen                             |               |                     |
| 27 luglio | Nottinghamshire Championships 1901 Nottingham, Gran Bretagna Singolare - Doppio |                                                           |                                              |               |                     |
| 29 luglio | Longwood Bowl 1901 Boston, USA Singolare - Doppio                               | William Larned                                            | Beals Wright                                 |               |                     |
| 29 luglio | Longwood Bowl 1901 Boston, USA Singolare - Doppio                               |                                                           |                                              |               |                     |
| 31 luglio | Queensland Championships 1901 Brisbane, Australia Singolare - Doppio            | Horace Rice 6-1 6-1 6-0                                   | Edward Robert Crouch                         |               |                     |
| 31 luglio | Queensland Championships 1901 Brisbane, Australia Singolare - Doppio            |                                                           |                                              |               |                     |

### Agosto
| Settimana | Torneo                                                                          | Vincitore                                 | Finalista                          | Semifinalisti | Eliminati ai quarti |
| --------- | ------------------------------------------------------------------------------- | ----------------------------------------- | ---------------------------------- | ------------- | ------------------- |
| agosto    | German Championships 1901 Amburgo, Germania Singolare - Doppio                  | Max Décugis walkover                      | George Whiteside Hillyard          |               |                     |
| agosto    | German Championships 1901 Amburgo, Germania Singolare - Doppio                  |                                           |                                    |               |                     |
| agosto    | Homburg Cup 1901 Bad Homburg vor der Höhe, Germania Singolare - Doppio          | Max Décugis walkover                      | Laurence Doherty                   |               |                     |
| agosto    | Homburg Cup 1901 Bad Homburg vor der Höhe, Germania Singolare - Doppio          |                                           |                                    |               |                     |
| 3 agosto  | Northwestern Championships 1901 Minnetonka, USA Singolare - Doppio              | Arthur Snow 7-5 6-3 6-4                   | Edward Clapp                       |               |                     |
| 3 agosto  | Northwestern Championships 1901 Minnetonka, USA Singolare - Doppio              | Arthur Snow L.H. Waider 6-1 6-4 3-6 6-1   | Edward Clapp Trafford Jayne        |               |                     |
| 10 agosto | Essex Championships 1901 Colchester, Gran Bretagna Singolare - Doppio           | Herbert Roper Barrett 6-2 6-3             | Edward Roy Allen                   |               |                     |
| 10 agosto | Essex Championships 1901 Colchester, Gran Bretagna Singolare - Doppio           |                                           |                                    |               |                     |
| 10 agosto | Southern California Championships 1901 Los Angeles, USA Singolare - Doppio      | Alphonzo Bell 6-2 6-1 6-0                 | Reuben Hunt                        |               |                     |
| 10 agosto | Southern California Championships 1901 Los Angeles, USA Singolare - Doppio      | Alphonzo Bell Braly 8-6 6-4 6-2           | Murdock Reuben Hunt                |               |                     |
| 12 agosto | Scottish Championships 1901 Moffat, Gran Bretagna Singolare - Doppio            | Wilberforce Eaves 6-2 0-6 4-6 7-5 6-1     | Charles Richard Delabere Pritchett |               |                     |
| 12 agosto | Scottish Championships 1901 Moffat, Gran Bretagna Singolare - Doppio            |                                           |                                    |               |                     |
| 17 agosto | Derbyshire Championships 1901 Buxton, Gran Bretagna Singolare - Doppio          | Laurence Doherty 6-4 7-5 3-6 6-2          | George Whiteside Hillyard          |               |                     |
| 17 agosto | Derbyshire Championships 1901 Buxton, Gran Bretagna Singolare - Doppio          |                                           |                                    |               |                     |
| 17 agosto | East of England Championships 1901 Felixstowe, Gran Bretagna Singolare - Doppio | Herbert Roper Barrett 7-5 6-8 6-1 6-3     | Charles Dixon                      |               |                     |
| 17 agosto | East of England Championships 1901 Felixstowe, Gran Bretagna Singolare - Doppio |                                           |                                    |               |                     |
| 21 agosto | U.S. National Championships 1901 Newport, USA Singolare - Doppio                | William Larned 6-2 6-8 6-4 6-4            | Beals Wright                       |               |                     |
| 21 agosto | U.S. National Championships 1901 Newport, USA Singolare - Doppio                | Holcombe Ward Dwight Davis 6-3 9-7 6-1    | Leo Ware Beals Wright              |               |                     |
| 23 agosto | Suffolk Championships 1901 Saxmundham, Gran Bretagna Singolare - Doppio         | Charles Dixon 6-1 5-7 6-0 6-2             | Charles Osborne Smeathman Hatton   |               |                     |
| 23 agosto | Suffolk Championships 1901 Saxmundham, Gran Bretagna Singolare - Doppio         |                                           |                                    |               |                     |
| 25 agosto | Swiss International Championships 1901 Zurigo, Svizzera Singolare - Doppio      | Edmund Bela Joseph Harran 4-6 6-2 6-3 6-4 | Saint John Stewart Blacker Douglas |               |                     |
| 25 agosto | Swiss International Championships 1901 Zurigo, Svizzera Singolare - Doppio      |                                           |                                    |               |                     |
| 31 agosto | Northumberland Championships 1901 Newcastle, Gran Bretagna Singolare - Doppio   | Sydney Howard Smith 7-5 6-1 6-1           | John Mycroft Boucher               |               |                     |
| 31 agosto | Northumberland Championships 1901 Newcastle, Gran Bretagna Singolare - Doppio   |                                           |                                    |               |                     |
| 31 agosto | Pacific Coast Championships 1901 San Rafael, USA Singolare - Doppio             | George Whitney 4-6 6-1 6-2 7-5            | Alphonzo Bell                      |               |                     |
| 31 agosto | Pacific Coast Championships 1901 San Rafael, USA Singolare - Doppio             | George Whitney Robert Whitney 6-3 8-6 7-5 | Smith McGavin                      |               |                     |

### Settembre
| Settimana    | Torneo                                                                             | Vincitore                                      | Finalista            | Semifinalisti | Eliminati ai quarti |
| ------------ | ---------------------------------------------------------------------------------- | ---------------------------------------------- | -------------------- | ------------- | ------------------- |
| Settembre    | South of England Championships 1901 Eastbourne, Gran Bretagna Singolare - Doppio   | Sydney Howard Smith 6-3 7-9 4-6 6-4 1-0 ritiro | Laurence Doherty     |               |                     |
| Settembre    | South of England Championships 1901 Eastbourne, Gran Bretagna Singolare - Doppio   |                                                |                      |               |                     |
| Settembre    | Torneo di Dinard 1901 Dinard, Francia Singolare - Doppio                           | Henry Gillibrand Elwin Evered walkover         | Laurence Doherty     |               |                     |
| Settembre    | Torneo di Dinard 1901 Dinard, Francia Singolare - Doppio                           |                                                |                      |               |                     |
| Settembre    | Torneo di Boulogne 1901 Boulogne, Francia Singolare - Doppio                       | J.B. Ward walkover                             | Clement Burnett Weir |               |                     |
| Settembre    | Torneo di Boulogne 1901 Boulogne, Francia Singolare - Doppio                       |                                                |                      |               |                     |
| 7 settembre  | Hampshire Championships 1901 Bournemouth, Gran Bretagna Singolare - Doppio         | Brame Hillyard 6-3 6-3                         | Edward Yatman        |               |                     |
| 7 settembre  | Hampshire Championships 1901 Bournemouth, Gran Bretagna Singolare - Doppio         |                                                |                      |               |                     |
| 21 settembre | Welsh Covered Court Championships 1901 Craigside, Gran Bretagna Singolare - Doppio | George Aristides Caridia 6-2 7-5               | John Charles Bythell |               |                     |
| 21 settembre | Welsh Covered Court Championships 1901 Craigside, Gran Bretagna Singolare - Doppio |                                                |                      |               |                     |

### Ottobre
| Settimana  | Torneo                                                                    | Vincitore                          | Finalista              | Semifinalisti | Eliminati ai quarti |
| ---------- | ------------------------------------------------------------------------- | ---------------------------------- | ---------------------- | ------------- | ------------------- |
| ottobre    | Europe Championships 1901 Parigi, Francia Terra rossa Singolare - Doppio  | Max Décugis 6-4 6-3 6-3            | Paul Lebréton          |               |                     |
| ottobre    | Europe Championships 1901 Parigi, Francia Terra rossa Singolare - Doppio  |                                    |                        |               |                     |
| 6 ottobre  | New South Wales Championships 1901 Sydney, Australia Singolare - Doppio   | August Kearney 8-6 1-6 5-7 6-1 6-0 | Horace Rice            |               |                     |
| 6 ottobre  | New South Wales Championships 1901 Sydney, Australia Singolare - Doppio   |                                    |                        |               |                     |
| 12 ottobre | Western Australian Championships 1901 Perth, Australia Singolare - Doppio | John D. Crammond 8-6 6-1 6-1       | John Goldworth Greayer |               |                     |
| 12 ottobre | Western Australian Championships 1901 Perth, Australia Singolare - Doppio |                                    |                        |               |                     |

### Novembre
| Settimana   | Torneo                                                                    | Vincitore                   | Finalista                 | Semifinalisti | Eliminati ai quarti |
| ----------- | ------------------------------------------------------------------------- | --------------------------- | ------------------------- | ------------- | ------------------- |
| 24 novembre | Victorian Championships 1901 Melbourne, Australia Singolare - Doppio      | Horace Rice 7-5 6-4 3-6 6-2 | David Sutherland Edwards  |               |                     |
| 24 novembre | Victorian Championships 1901 Melbourne, Australia Singolare - Doppio      |                             |                           |               |                     |
| 30 novembre | Metropolitan Championships 1901 Strathfield, Australia Singolare - Doppio | G Sharp                     | non conosciuta (bandiera) |               |                     |
| 30 novembre | Metropolitan Championships 1901 Strathfield, Australia Singolare - Doppio |                             |                           |               |                     |

### Dicembre
Nessun evento

### Senza data
| Settimana                                         | Torneo                                                                             | Vincitore                                  | Finalista                 | Semifinalisti | Eliminati ai quarti |
| ------------------------------------------------- | ---------------------------------------------------------------------------------- | ------------------------------------------ | ------------------------- | ------------- | ------------------- |
|                                                   | Torneo di Conishead Priory 1901 Conishead Priory, Gran Bretagna Singolare - Doppio | E. Watson                                  | non conosciuta (bandiera) |               |                     |
|                                                   | Torneo di Conishead Priory 1901 Conishead Priory, Gran Bretagna Singolare - Doppio |                                            |                           |               |                     |
|                                                   | Torneo di Carlisle 1901 Carlisle, Gran Bretagna Singolare - Doppio                 | G.C. Glenny                                | non conosciuta (bandiera) |               |                     |
|                                                   | Torneo di Carlisle 1901 Carlisle, Gran Bretagna Singolare - Doppio                 |                                            |                           |               |                     |
|                                                   | Lincolnshire Championships 1901 Spilsby, Gran Bretagna Singolare - Doppio          | G.H. Preston                               | non conosciuta (bandiera) |               |                     |
|                                                   | Lincolnshire Championships 1901 Spilsby, Gran Bretagna Singolare - Doppio          |                                            |                           |               |                     |
|                                                   | National Collegiate Championships 1901 Haverford, USA Singolare - Doppio           | Fred Alexander                             | non conosciuta (bandiera) |               |                     |
|                                                   | National Collegiate Championships 1901 Haverford, USA Singolare - Doppio           |                                            |                           |               |                     |
|                                                   | New Zealand Championships 1901 Wellington, Nuova Zelanda Singolare - Doppio        | John Campbell Peacock                      | non conosciuta (bandiera) |               |                     |
| Francis Marion Bates Fisher John Campbell Peacock | New Zealand Championships 1901 Wellington, Nuova Zelanda Singolare - Doppio        |                                            |                           |               |                     |
|                                                   | North London Championships 1901 Londra, Gran Bretagna Singolare - Doppio           | Herbert Roper Barrett                      | non conosciuta (bandiera) |               |                     |
|                                                   | North London Championships 1901 Londra, Gran Bretagna Singolare - Doppio           |                                            |                           |               |                     |
|                                                   | North of England Championships 1901 Scarborough, Gran Bretagna Singolare - Doppio  | Laurence Doherty                           | non conosciuta (bandiera) |               |                     |
|                                                   | North of England Championships 1901 Scarborough, Gran Bretagna Singolare - Doppio  |                                            |                           |               |                     |
|                                                   | Swedish Covered Court Championships 1901 Stoccolma, Svezia Singolare - Doppio      | Frederick William Payn 0-6 7-5 4-6 6-1 6-4 | John Mason Flavelle       |               |                     |
|                                                   | Swedish Covered Court Championships 1901 Stoccolma, Svezia Singolare - Doppio      |                                            |                           |               |                     |
|                                                   | West Sussex Championships 1901 Chichester, Gran Bretagna Singolare - Doppio        | Philip Graeme Pearson                      | non conosciuta (bandiera) |               |                     |
|                                                   | West Sussex Championships 1901 Chichester, Gran Bretagna Singolare - Doppio        |                                            |                           |               |                     |
|                                                   | Campionato francese di tennis 1901 Parigi, Francia Singolare - Doppio              | André Vacherot                             | Paul Lebréton             |               |                     |
| André Vacherot Marcel Vacherot                    | Campionato francese di tennis 1901 Parigi, Francia Singolare - Doppio              |                                            |                           |               |                     |